# Hayden Panettiere

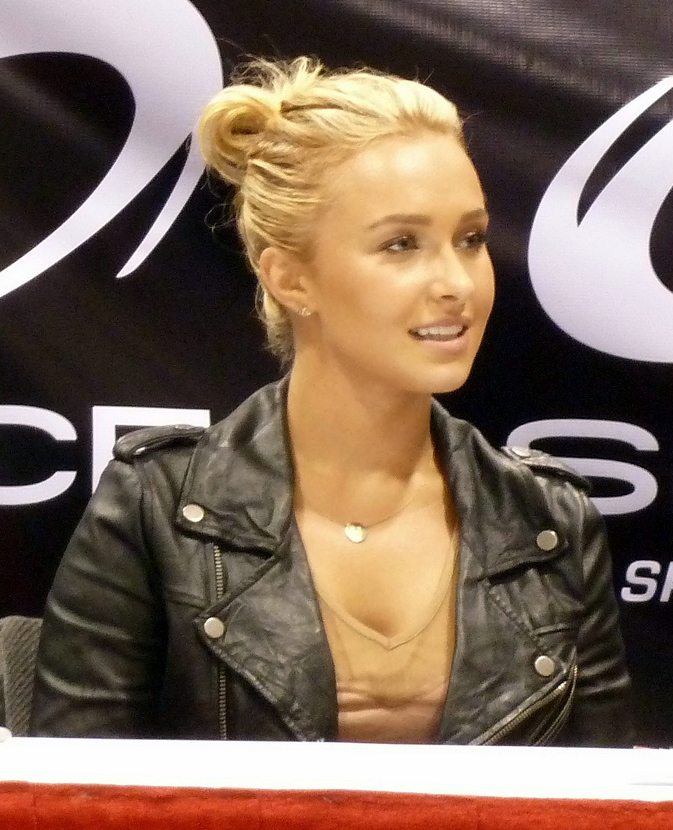
Hayden Panettiere (2011)

Hayden Lesley Panettiere (ur. 21 sierpnia 1989) – amerykańska aktorka telewizyjna, filmowa i głosowa, modelka i piosenkarka.

## Życiorys
Urodziła się w Palisades w Nowym Jorku w rodzinie katolickiej jako córka Lesley R. Vogel, aktorki opery mydlanej, i Alana Lee „Skipa” Panettiere, podporucznika remizy strażackiej. Jej młodszy brat Jansen Rayne Panettiere (ur. 25 września 1994 – zm. 18 lub 19 lutego 2023) też został aktorem.
Od 11 miesiąca aż do czterech lat życia występowała w ponad pięćdziesięciu reklamach. Ukończyła South Orangetown Middle School w Nowym Jorku. W operze mydlanej ABC Tylko jedno życie (One Life to Live, 1994–1997) zagrała Sarah Roberts, ale została dostrzeżona w roli Lizzie Spaulding w operze mydlanej CBS Guiding Light (1998–2000).
W 1999 została nominowana do nagrody Grammy za użyczenie głosu Dot w filmie animowanym Dawno temu w trawie (A Bug’s Life, 1999). Za rolę Sheryl Yoast w dramacie sportowym Tytani (Remember the Titans, 2000) z Denzelem Washingtonem otrzymała Young Artist Award.
Miała wystąpić w dreszczowcu Azyl (2002), gdzie początkowo była córką Jodie Foster, ale później została zastąpiona przez Kristen Stewart. Pojawiała się w serialach telewizyjnych i filmach, w tym w melodramacie List w butelce (Message in a Bottle, 1999), komediodramacie Niejaki Joe (Joe Somebody, 2001) jako Natalie Scheffer z Timem Allenem i serialu Ally McBeal (2002), zanim została obsadzona w roli Claire Bennet w serialu Herosi (Heroes, 2006–2010).
W 2008 podpisała kontrakt z Hollywood Records i wydała swoją pierwszą płytę Falling Down. Pierwszym singlem była piosenka „Wake Up Call”. Cztery lata później (2012) połączyła śpiew i aktorstwo w serialu telewizji ABC Nashville, w którym zagrała gwiazdę pop Juliette Barnes, a kilka piosenek, które nagrała w serialu, w tym „Telescope” i „Love Like Mine”, zostały wydane jako single.

## Życie prywatne
Spotykała się ze Stephenem Colletti (od sierpnia 2006 do listopada 2008), Milo Ventimiglią (od listopada 2008 do lutego 2009), Jesse McCartneyem (w lutym 2009), prezenterem telewizyjnym Steve’em Jonesem (w maju 2009) i Kevinem Connollym (od września 2009 do stycznia 2010). W grudniu 2009 na imprezie z okazji promocji książki Diany Jenkins Room 23 poznała o czternaście lat starszego ukraińskiego boksera wagi ciężkiej Wołodymyra Kłyczko i wkrótce zaczęli umawiać się na randki. W maju 2011 ogłosili rozstanie. Od czerwca 2011 do grudnia 2012 Hayden Panettiere spotykała się z zawodnikiem futbolu amerykańskiego Scottym McKnightem. W kwietniu 2013 Hayden Panettiere i Kłyczko ponownie stali się parą. Mają córkę Kayę Evdokię Kliczko (ur. 9 grudnia 2014). W sierpniu 2018 matka Panettiere potwierdziła, że para się rozstała, pozostając w przyjacielskich stosunkach.

## Filmografia
| Rok  | Tytuł                     | Rola                            | Uwagi     |
| ---- | ------------------------- | ------------------------------- | --------- |
| 2023 | Krzyk VI                  | Kirby Reed                      |           |
| 2012 | Nashville                 | Juliette Barnes                 | serial TV |
| 2011 | Krzyk 4                   | Kirby Reed                      |           |
| 2009 | Carmel                    |                                 |           |
| 2009 | Kocham cię, Beth Cooper   | Beth Cooper                     |           |
| 2009 | Fireflies in the Garden   | młoda Jane Lawrence             |           |
| 2007 | Shanghai Kiss             | Adelaide                        |           |
| 2006 | The Architect             | Christina Waters                |           |
| 2006 | Herosi                    | Claire Bennet                   | serial TV |
| 2006 | Dziewczyny z drużyny 3    | Britney Allen                   | film DVD  |
| 2006 | The Good Student          | Ally Palmer                     |           |
| 2005 | Księżniczka na lodzie     | Gen Harwood                     |           |
| 2005 | Zebra z klasą             | Channing Walsh                  | kinowy    |
| 2004 | Lies My Mother Told Me    | Haylei Sims                     | film TV   |
| 2004 | Fabryka marzeń            | Melanie Lewis                   |           |
| 2004 | Mama na obcasach          | Audrey Davis                    |           |
| 2004 | Tygrysi rejs              | Maddie Dolan                    | film TV   |
| 2003 | Normalny                  | Patty Ann Applewood             |           |
| 2003 | Zwariowany świat Malcolma | Jessica                         | serial TV |
| 2001 | Niejaki Joe               | Natalie Scheffer                |           |
| 2001 | Ally McBeal               | Maddie Harrington               | serial TV |
| 2000 | Tytani                    | Sheryl Yoast                    |           |
| 1999 | List w butelce            | dziewczyna                      |           |
| 1998 | Moja miłość               | Mermaid                         |           |
| 1996 | Guiding Light             | Elizabeth "Lizzie" Spaulding #2 | serial TV |

### Podłożenie głosu
- 1998 – Dawno temu w trawie – Księżniczka Dot
- 2000 – Dinozaur – Suri
- 2002 – Kingdom Hearts – Kairi (wer. angielska)
- 2006 – Kingdom Hearts II – Kairi (wer. angielska)
- 2008 – Scooby Doo i król goblinów – Księżniczka Wróżek
- 2010 – Zakochany wilczek – Kate
- 2010 – Kingdom Hearts: Birth by Sleep – Kairi / Xion (wer. angielska)
- 2011 – Czerwony Kapturek 2. Pogromca zła – Czerwony Kapturek
- 2012 – Kingdom Hearts 3D: Dream Drop Distance – Xion (wer. angielska)
- 2015 – Until Dawn – postać Sam – gra komputerowa – głos i postać

## Muzyka
| Rok  | Tytuł                                 | Album                                                      |
| ---- | ------------------------------------- | ---------------------------------------------------------- |
| 2008 | Wake Up Call                          | Falling Down                                               |
| 2012 | "Love Like Mine"                      | The Music of Nashville: Season 1 Volume 1                  |
| 2012 | "Undermine" (z Charlesem Estenem)     | The Music of Nashville: Season 1 Volume 1                  |
| 2012 | "Wrong Song" (z Connie Britton)       | The Music of Nashville: Season 1 Volume 1                  |
| 2012 | Telescope                             | The Music of Nashville: Season 1 Volume 1                  |
| 2012 | "For Your Glory"                      | Music From Nashville – Season One: The Complete Collection |
| 2013 | Fame (duet z Richardem Madenfortem)   | cyfrowy singiel                                            |
| 2013 | Hypnotizing                           | The Music of Nashville: Season 1 Volume 2                  |
| 2014 | Crazy (tradycyjna wersja)             | cyfrowy singiel                                            |
| 2014 | "Don't Put Dirt on My Grave Just Yet" | The Music of Nashville: Season 2, Volume 2                 |
| 2014 | White Christmas                       | Christmas With Nashville                                   |
| 2015 | Crazy (duet ze Stevenem Tylerem)      | The Music of Nashville: Season 4 Volume 1                  |

### Filmy muzyczne
| Rok  | Piosenka              | Dyrektor          |
| ---- | --------------------- | ----------------- |
| 2004 | My Hero Is You        |                   |
| 2004 | Someone Like You      |                   |
| 2005 | I Fly                 |                   |
| 2006 | I Still Believe       |                   |
| 2008 | Wake Up Call          | Chris Applebaum   |
| 2011 | I Can Do It Alone     |                   |
| 2012 | Telescope             | TK McKamy         |
| 2013 | Fame                  | Richard Madenfort |
| 2013 | The Fabric of My Life | Pam Thomas        |

### Muzyka z filmów
- 2003 – „Someone Like You” – Fabryka Marzeń (The Dust Factory, 2004)
- 2004 – „My Hero Is You” – Tygrysi rejs (2004)
- 2005 – „I Fly” – Księżniczka na lodzie (2005)
- 2006 – „That Girl?” – Dziewczyny z drużyny 3 (2006)
- 2007 – „I Still Believe” – Kopciuszek III: Co by było, gdyby... (2007)
- 2007 – „Try” – Most do Terabithii (2007)